# Boeotische Cephisus

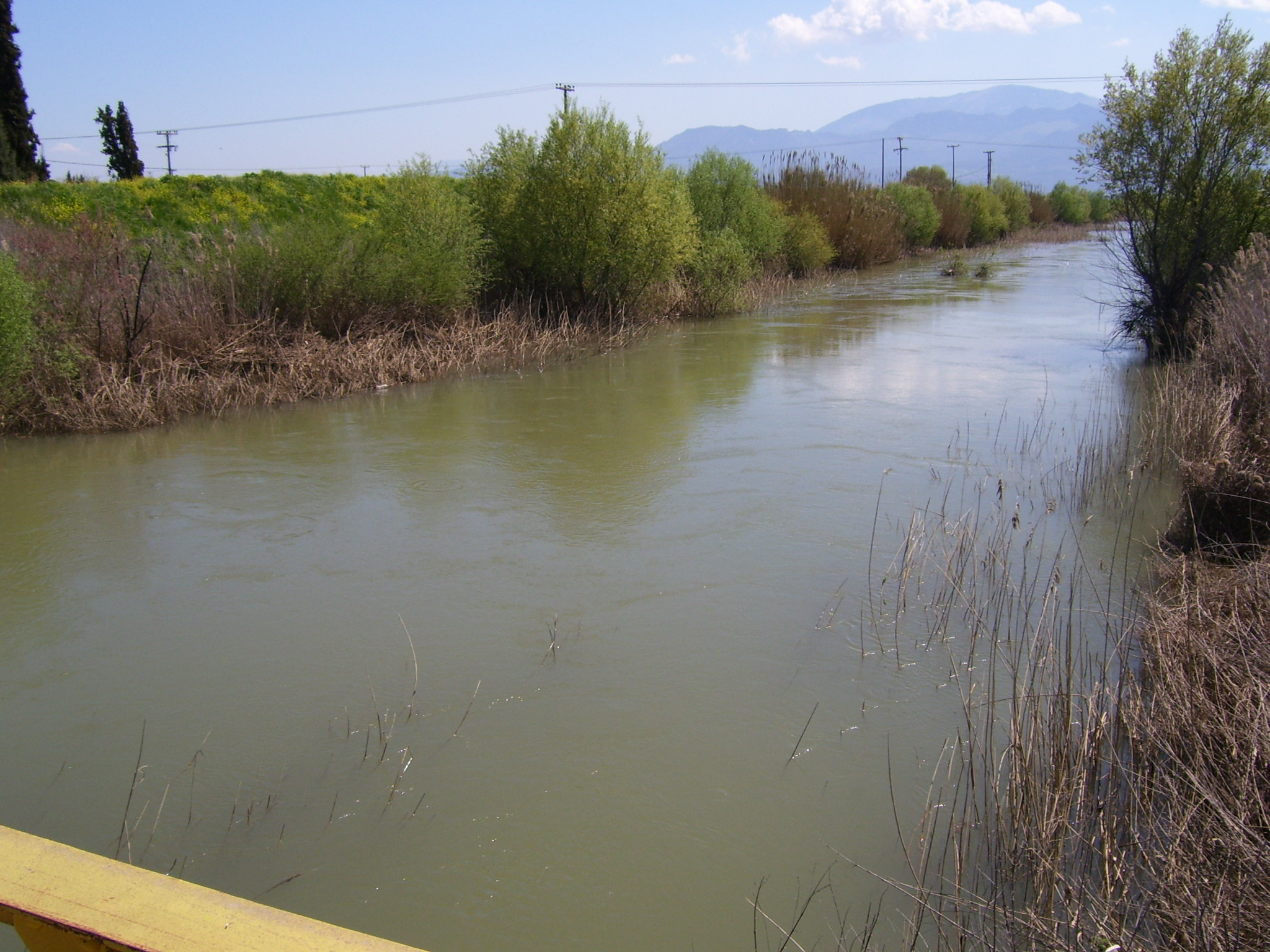
De Boeotische Cephisus

De Boeotische Cephisus (Grieks: Βοιωτικός Κηφισός) is een Griekse rivier die ontspringt op de noordelijke flanken van de Parnassus, in de buurt van Lilaea, en de vlakten van Phocis en noordelijk Boeotië van water voorziet. Eertijds mondde hij uit in het (nu grotendeels ingepolderde) Copaïs-meer.